# Franciscanessen van Etten
De Franciscanessen van Etten vormen een congregatie die is voortgekomen uit de Franciscanessen van Dongen. De congregatie behoort tot de penitenten-recollectinen.
De congregatie werd gesticht in 1820 vanuit Dongen door Marie Raaymakers (1781-1867) en de zusters vestigden zich aanvankelijk te Etten. Het moederhuis van de zusters bevindt zich tegenwoordig aan de San Francescolaan te Etten. De zusters stichtten een pensionaat om onderwijs en vorming aan meisjes te geven. Ook in Etten gaven ze meisjesonderricht in een dorpsschool.
Van Etten uit stichtten zij vele kloosters en instellingen, met name in West-Brabant en Zeeland. Vaak was dit op verzoek van de plaatselijke pastoor, die zusters wilde voor het meisjesonderricht. Ook bewaarscholen voor kleuters, die gemengd waren, werden door hen verzorgd. Vanaf 1922 wijdden de zusters zich ook aan de wijkverpleging. De zusters verleenden aldus hulp aan bejaarden, zieken en eenzamen. Zij verrichtten huishoudelijk werk bij pastoors en deden daarnaast ook pastoraal werk. Los daarvan werd ook missiewerk verricht.
In Etten werd het onderwijs geleidelijk uitgebreid, met onder meer Ulo, MMS, kleuterleidstersopleiding, huishoudschool en kweekschool. Deze onderwijsinstellingen werden, in samenwerking met de Broeders van Liefde, samengevoegd tot de Katholieke Scholengemeenschap Etten-Leur e.o. en het Munnikenheide College.

## Lijst van stichtingen
Noord-Brabant
- Biezenmortel, Beukenhof (1967-1994)
- Breda, Baronielaan. Sint-Gerardusklooster (1901-1964)
- Breda, Fatimastraat. Klooster Maria Immaculata (1949-1962)
- Breda, Ginnekenstraat. Piusklooster (1871-1976)
- Breda, Ginnekenweg. Residentie Ginneken (1978-1990)
- Breda, Liesboschlaan. Sint-Alfonsusklooster (1930-1978)
- Breda, Overakkerstraat. Klooster Maria ter Engelen (1939-1992)
- Breda, Zandberglaan. Sint-Claraklooster
- Etten, Bisschopsmolenstraat. Moederhuis
- Etten, Mariahof (1950-1988)
- Etten, San Francesco, internaat en noviciaat (1957-1979)
- Goirle. Huize Nieuwkerk
- Den Hout. Sint-Josephklooster (1903-1957)
- Klundert. Moeder Joannaklooster (1928-1975)
- Lepelstraat. Sint-Antoniusklooster (1912-1978)
- Leur. Sint-Dominicusklooster (1873-1962)
- Made. Sint-Elisabethklooster (1930-1992)
- Oud Gastel. Sint-Bernardusklooster (1900-1959)
- Princenhage. Mariaklooster (1845-1961)
- Prinsenbeek. Sint-Franciscusklooster (1864-1990)
- Rijsbergen. Sint-Annaklooster (1927-1993)
- Sprundel. Sint-Vincentiusklooster (1867-1987)
- Standdaarbuiten. Sint-Antoniusklooster (1838-1978)
- Terheijden. Sint-Thomasklooster (1884-1971)
- Tilburg. Petrus Dondersklooster (1929-1966)
- Ulvenhout. Sint-Theresiaklooster (1845-1966)
- Wagenberg. Sint-Aloysiusklooster, later klooster Maria Assumpta

Overig Nederland
- Goes. Sint-Jacobusklooster (1881-1994)
- 's-Heerenhoek. Sint-Franciscusklooster (1881-1994)
- Hoofddorp. Sint-Josephklooster (1902-1985)
- Kloosterzande. Sint-Franciscus-Xaveriusklooster (1889-1965)
- Lamswaarde. Sint-Theresiaklooster (1923-1980)
- Nijmegen. Klooster Santa Clara (1951-1974)
- Nijmegen. Huize de Winkelsteegh (1959-1970)
- Rotterdam. Sint-Franciscusklooster (1874-1986)

Buiten Nederland
- Benkayang (Indonesië). Mariaklooster (1950-1961)
- Menjalin (Indonesië). (1962-1963)
- Pemangkat (Indonesië). Sint-Theresiaklooster (1929-1967)
- Sambas (Indonesië). Sint-Franciscusklooster (1924-1971)
- Takaya (Congo-Kinshasa) (1961-1967)